# Kétsávos földicincér
A kétsávos földicincér (Neodorcadion bilineatum) a cincérfélék családjába tartozó, Európában honos, különféle füveken élő bogárfaj. 

## Megjelenése
A kétsávos földicincér testhossza 11-16 mm. Testalkata robusztus. Az előtor oldalaiból egy-egy tüske áll ki; a szárnyfedők oldalvonalai ívesek. Színe fekete, felületét sűrű, barna, molyhos szőrözet fedi. A csápok és a lábak világosabb vagy sötétebb vörösbarnák. A szárnyfedők oldalszegélye szürkésfehér és mindegyik szárnyfedő közepén egy keskeny, de éles szegélyű, hosszanti fehér csík húzódik. A széles és elmosódott vállbarázdában elmosódott szegélyű, az alapszőrözetnél csak kissé világosabb csík fut, amely a közepe mögött már elenyészik.

## Elterjedése és életmódja
Európában honos a Balkánon és a Kárpát-medence déli részén. Magyarországon ritka, csak a déli megyékben (Csongrád, Bács-Kiskun, Baranya, Somogy) fordul elő, legészakibb lelőhelye a Sopron megyei Lakompak. 
Lárvája különféle füvek gyökerével táplálkozik. Fejlődése egy évig tart. Az imágó márciustól júniusig rajzik. 
Magyarországon védett, természetvédelmi értéke 5000 Ft.

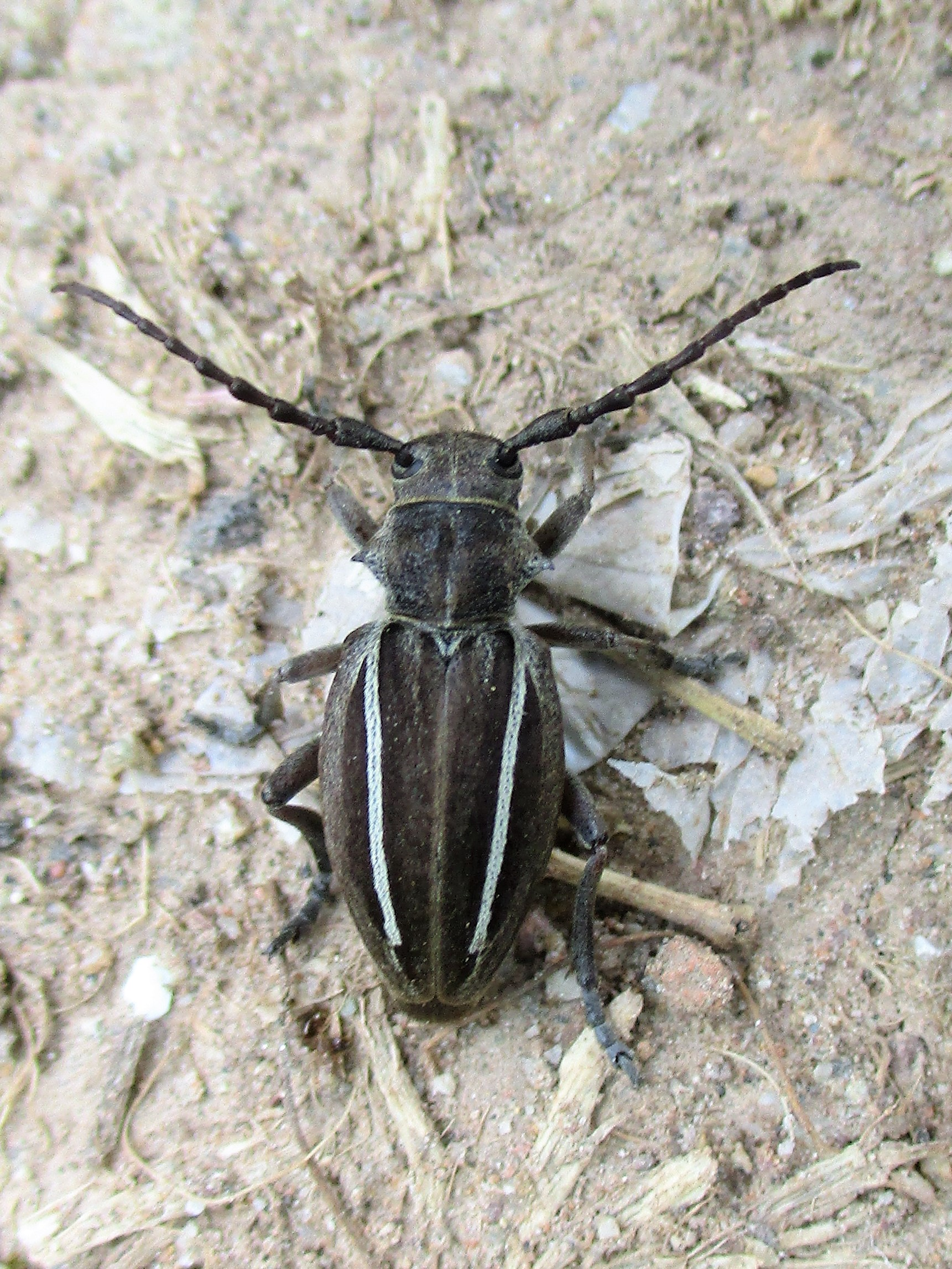
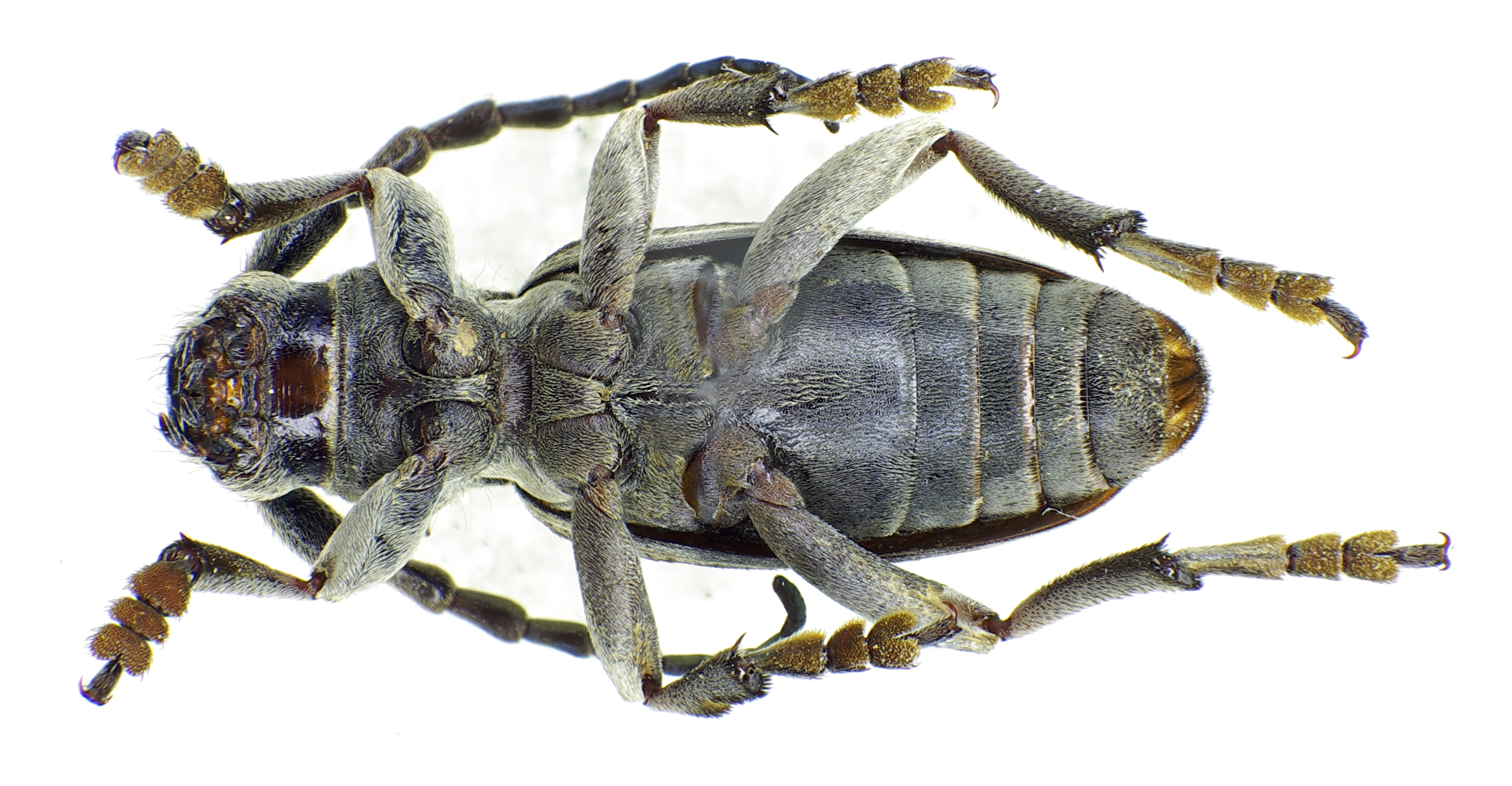
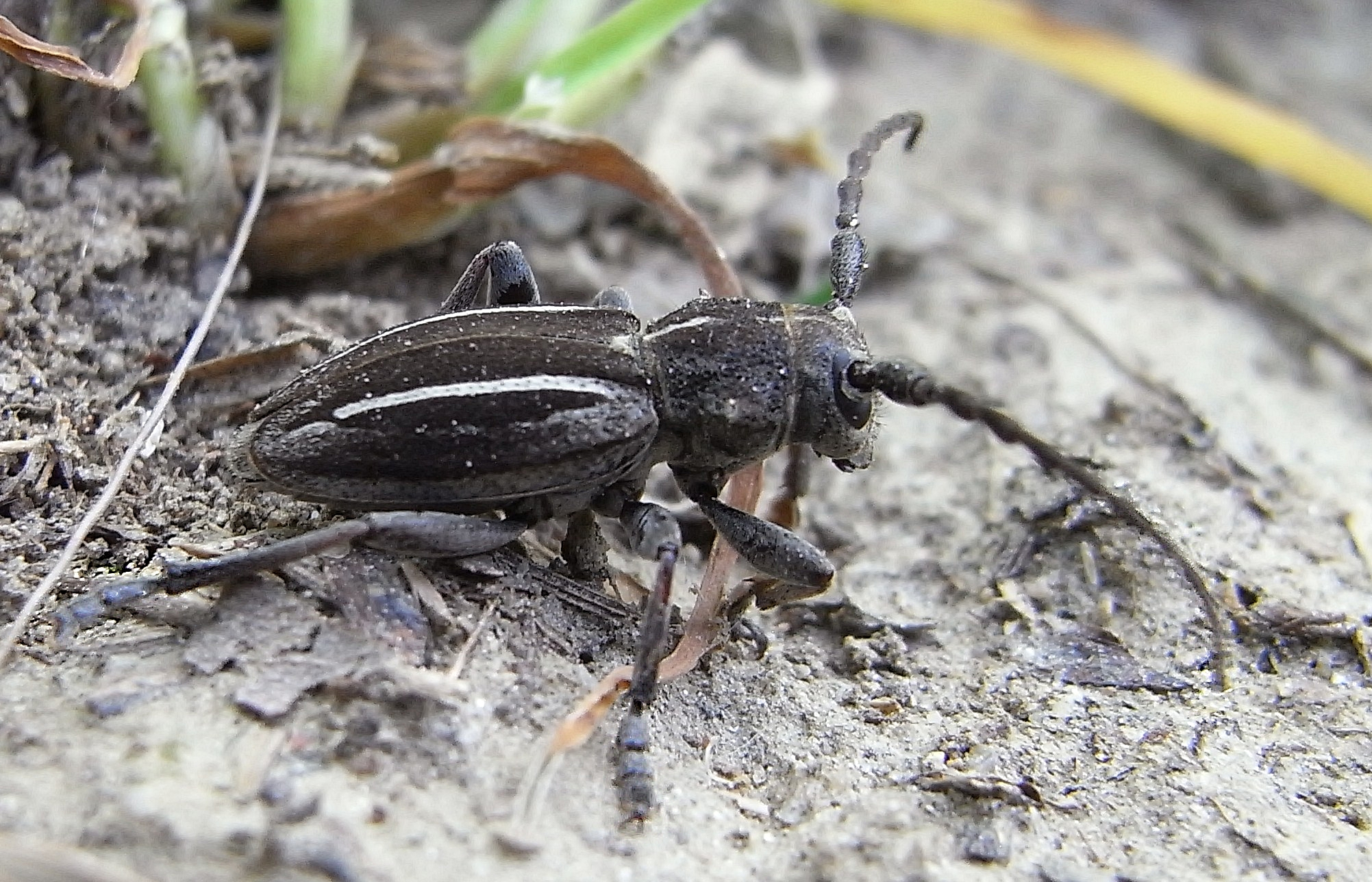
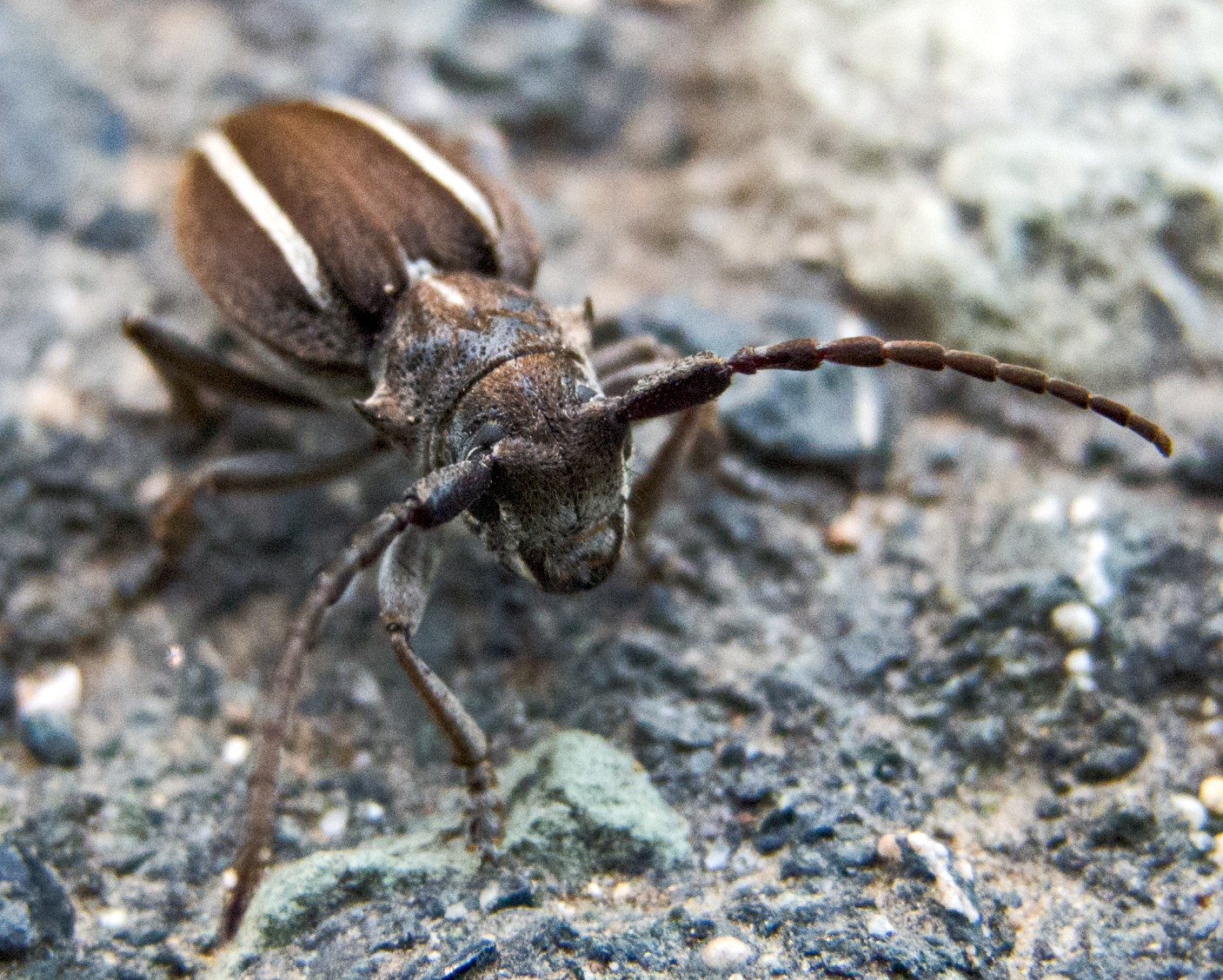
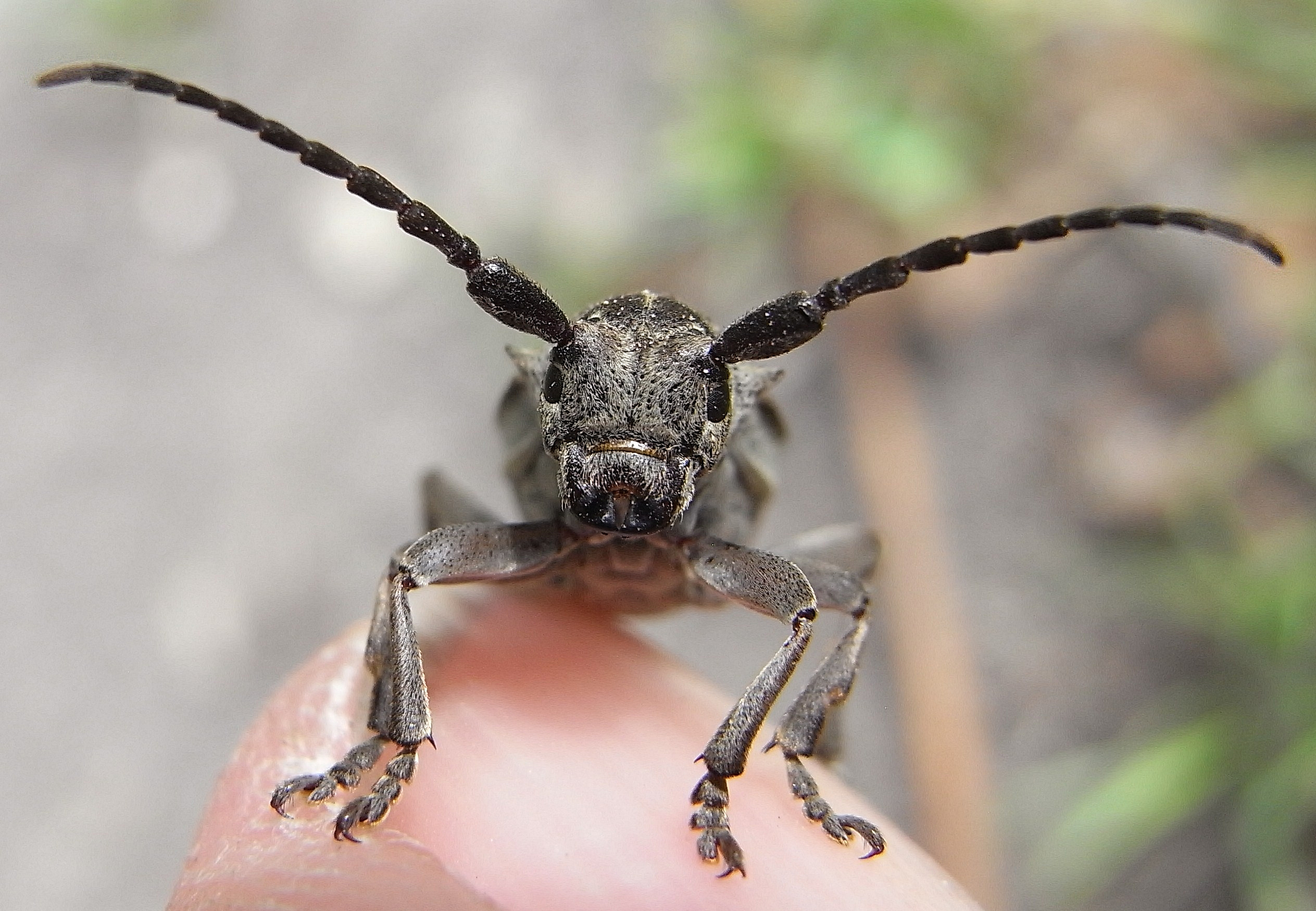